# Dragan Mikerević
Dragan Mikerević (cyr. Драган Микеревић; ur. 12 lutego 1955 w Doboju) – bośniacki polityk narodowości serbskiej, premier Bośni i Hercegowiny w roku 2002.
Ukończył ekonomię, pracował jako księgowy w lokalnym samorządzie i firmie ubezpieczeniowej. W 1996 obronił doktorat w Suboticy, następnie wykładał w Banja Luce. Założył także własną firmę oraz stowarzyszenie "Finrar", a także prowadził gospodarstwo rolne. Pracował jako publicysta ekonomiczny i zdobył majątek dzięki inwestycjom w nieruchomości.
W 2001 roku zaangażował się w politykę i został ministrem do spraw europejskich. Od 1999 do 2009 był członkiem Partii Demokratyczno-Postępowej. W marcu 2002 został szefem rady ministrów. Funkcję pełnił do grudnia, kiedy to po wyborach wyłoniono nowy rząd pod przywództwem Adnana Terzicia. Od 17 stycznia 2003 do lutego 2005 był premierem Republiki Serbskiej. W grudniu 2004 złożył rezygnację wskutek konfliktu z Wysokim Przedstawicielem dla Bośni i Hercegowiny Paddym Ashdownem, który nałożył sankcje na Republikę Serbską. Został później deputowanym w parlamencie Republiki Serbskiej.
Jest żonaty z Vojko, ma dwóch synów. Jeden z nich obronił doktorat z ekonomii, drugi pracuje w branży usługowej.